# Mummenschanz

Bernie Schürch, Floriana Frassetto, Andres Bossard (de gauche) 1974

Mummenschanz est une compagnie suisse de théâtre de masques, de clowns, et de formes animées créée en 1972 entre Paris, Rome, et Zurich par Andres Bossard, en association avec Floriana Frassetto et Bernie Schürch.
Mummen signifie « mime » et schanz, « chance ».

## Fondation de la compagnie

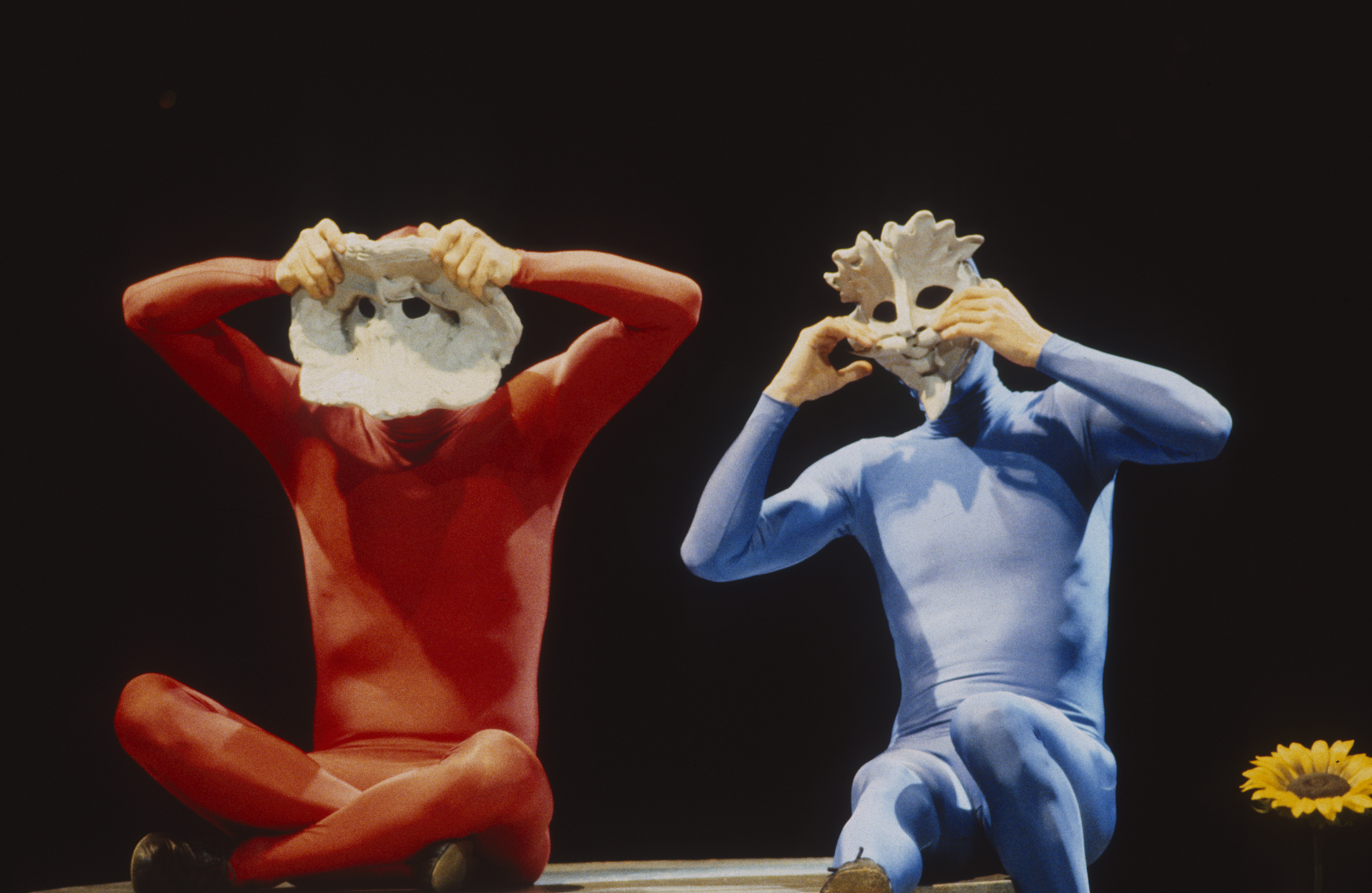
1988 au Cirque Knie

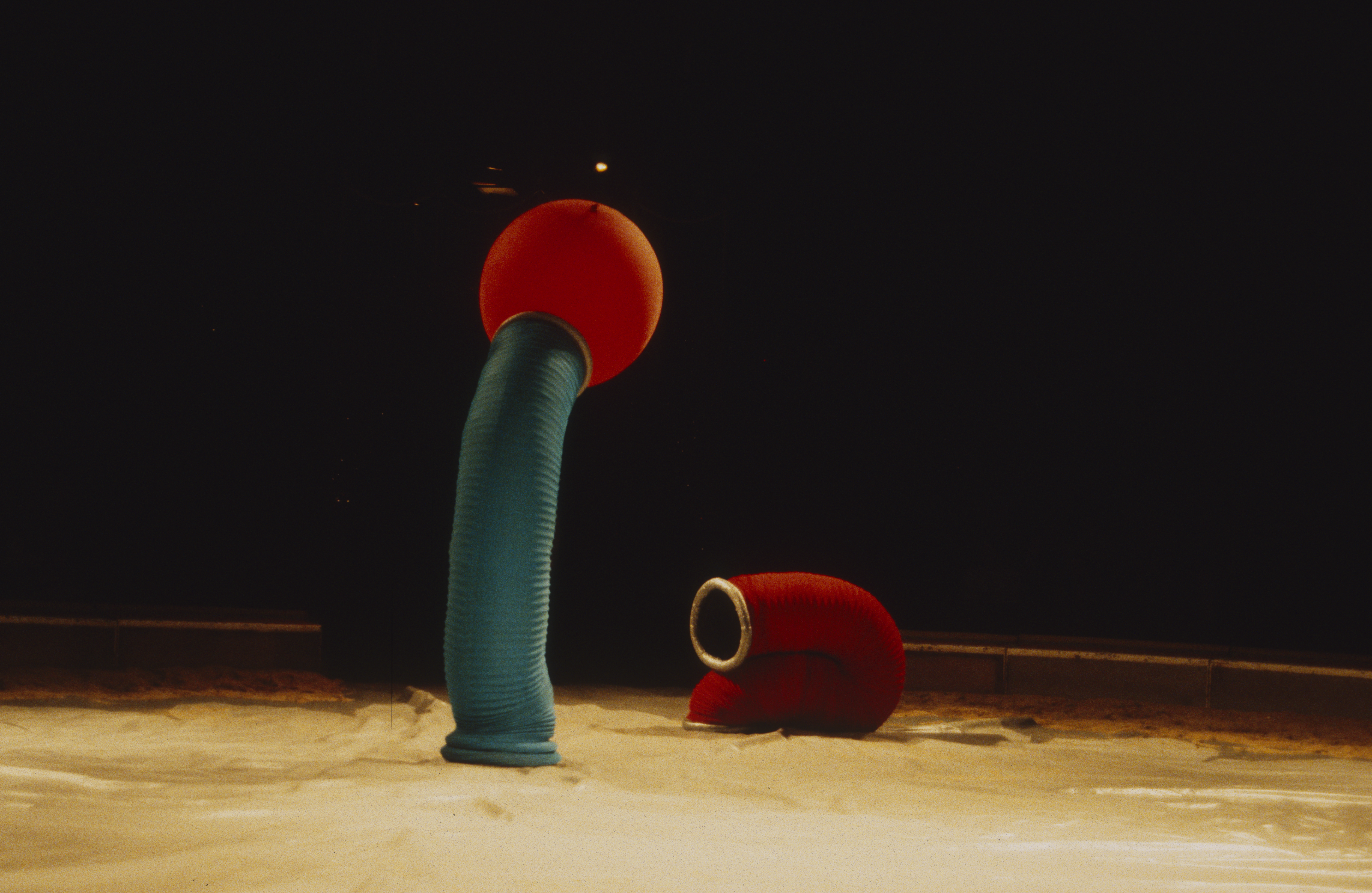
1988 au Cirque Knie

Andres Bossard et Bernie Schürch débutent sur scène dans des spectacles de mimes et des représentations clownesques en 1971. Floriana Frassetto découvre ces deux artistes dans un vieux théâtre du Trastevere à Rome. Elle décide de les suivre au théâtre de la Vieille-Grille à Paris où elle s'associe à eux. Jusque-là, les spectacles comportaient des séquences parlées, elles seront supprimées et transposées en jeu de masque muet. Sous l'influence de Floriana Frassetto, des masques de corps en caoutchouc de mousse viennent enrichir le numéro.
Floriana Frassetto est une Italo-Américaine formée à la pantomime à Rome, Bernie Schürch est originaire de Berne et Andres Bossard (mort en 1992) est Zurichois. Lorsqu'ils arrivent à Paris en 1967, Andres et Bernie suivent les cours de l'école Jacques Lecoq, et dès qu'éclatent les manifestations de Mai 68 en France, tous deux jusqu'alors a-politiques sont séduits par le mouvement gauchiste sans toutefois entrer dans le théâtre militant.
Bossard et Schürch montent ensuite de petits spectacles à Zurich. Puis ils sont engagés au Club Med de Tunisie à l'automne 1971, et peu après, ils sont invités dans un petit cabaret d'avant-garde à Rome : le Spazio Zero où Floriana Frassetto les découvre. Elle les suit à Paris où elle les assiste dans leur spectacle qu'elle dynamise. Son apport est essentiel. Jusque-là, Andres et Bernie ne recueillaient qu'une critique confidentielle. En supprimant les dialogues et en les remplaçant par des formes animées en mousse, Floriana apporte un changement spectaculaire qui sera salué l'année suivante au Festival d'Avignon (juillet 1972). La troupe bénéficie alors de l'aide des mimes Avron et Evrard pour leurs relations publiques. Dès 1973, la compagnie commence des tournées dans toute l'Europe, puis aux États-Unis.

## Les tournées et l'évolution du spectacle
La première tournée aux États-Unis permet au groupe de jouer pour la première fois sur de grandes scènes et de travailler un concept d'éclairage plus raffiné. Les réactions du public américain sont très favorables. Anna Kisselgoff, critique de danse au New York Times découvre les Mummenschanz lors de leur dernière représentation au Alice Tully Hall du Lincoln Center, et elle fait paraître une critique enthousiaste qui contribue à les faire connaître largement.
C'est aussi aux États-Unis que le spectacle va évoluer de façon considérable, avec de nouvelles formes telles que le blob (une énorme boule blanche et molle). À partir de 1977 la troupe s'installe pour six mois au Bijou Theatre de Broadway. La salle est toujours comble car, selon Michel Bührer, « leur meilleur public, les Mumen l'ont trouvé au pays des bubble gum. Non parce que les Américains sont de grands enfants, mais parce qu'ils sont dès l'enfance saturés de culture visuelle. » La troupe y restera finalement trois années.
Cette même année, un autre critique de danse qui fait autorité au New York Times, Clive Barnes, leur consacre un article élogieux, si bien que la troupe ne peut faire face à la demande. Les Mumen ont déjà un contrat en décembre à Paris au Théâtre de la Ville qu'ils doivent honorer.

## Mummenschanz
Canada, Argentine, Brésil, Tunisie, Allemagne de l'Est, Allemagne de l'Ouest, Tchécoslovaquie et dans toute l'Europe, les « Mummen » sont accueillis sans réserve dans tous les pays.
Épuisés, les fondateurs de la compagnie prennent une année sabbatique, chacun de leur côté. Bernie fait un tour d'Europe en voiture et reste quelques mois à Paris. Floriana retourne directement à Rome, et avec son amie Raffela, elle monte un petit spectacle qu'elle présente à la Galleria Vittorio Emanuele II de Milan, une sorte de happening avec des pizzas en mousse. Floriana  dessine aussi des robes.
Quand le trio se retrouve, un an plus tard, de nouvelles idées germent : c'est ainsi qu'apparaissent les tuyaux plissés, les têtes oreillers, l'homme pieuvre, les batailles de géants, les tubes coupés, toutes ces formes servies par une chorégraphie originale. Les Mummenschanz participent également à une série de spectacles en collaboration : une représentation de Faust dans l'amphithéâtre de Taormine, une représentation du Cirque Knie en 1988. Et à partir de 1993, la troupe présente Parade un spectacle-rétrospective qui résume vingt cinq ans de travail scénique. Parade connaît un succès sans précédent au Big Apple Circus de New York en 1994.
De juillet à août 2011, les Mummen ont présenté leur spectacle 3x11 au Théâtre de la Cité internationale.
Dès l'été 2012, le danseur-chorégraphe Philipp Egli s'aventurera sur les traces de Bernie Schürch, membre fondateur âgé de 67 ans lequel fera ses adieux à la scène le 17 juin 2012.
Les Mummenschanz sont apparus dans un Muppet Show (version Jim Henson), mais aussi dans plusieurs shows personnels, de courts résumés diffusés en saynètes. Leur quatrième spectacle 3x11 (« trois fois onze », 2006) présente une rétrospective des créations des Mummenschanz depuis 1972.
En 2014 les membres de la troupe sont : Floriana Frassetto (Suisse, États-Unis, Italie), Philip Egli (Suisse) « qui s'est taillé une solide réputation dans le domaine de la danse », Pietro Montandon (Italie), Raffaella Mattioli (Italie), Eric Sauge (dir. technique/éclairagiste) (Chablais, Suisse). En ce qui concerne les catégories de spectacles dans lesquelles les Mummenschanz  entrent « Aujourd’hui encore, la presse s’interroge : s’agit-il de comédie, de danse, de théâtre, de mime ?. », Les Trois coups, journal du spectacle en ligne, les cite pratiquement toutes pour leur dernier spectacle Les Musiciens du silence.

## Quelques dates importantes
- 1972, fondation de la troupe par Bernie Schürch, Floriana Frassetto et André Bossard
- 1973, tournée aux États-Unis, Canada, Amérique du Sud
- 1977-1979, Broadway au Bijou Theatre
- 1980, production télévisée La Pomme, lauréat de la Rose d’Or de Montreux
- 1992, décès d'André Bossard
- 1995, avec John Charles Murphy tournée mondiale de leur spectacle Parade
- 1998, Floriana Frassetto et Bernie Schürch crée la Fondation Mummenschanz
- La compagnie est composée de Floriana Frassetto, Bernie Schürch, Jakob Bentsen et Raffaella Mattioli
- 2002, à Expo02 à Bienne, un théâtre a spécialement été construit pour eux, ce bâtiment a été transporté à Villars-sur-Glâne sous le nom d'Espace Nuithonie
- Ueli Riegg se joint comme directeur technique et concepteur d’éclairage au début de l'année 2005
- 2006, création de 3x11
- 2012 création des Musiciens du silence
- 2016 création de you and me par Floriana Frassetto, éclairages par Eric Sauge
- 2023 création de 50Years par Floriana Frassetto, éclairages par Eric Sauge. Programme anniversaire des 50 ans de la compagnie